# Пунта-Горда
Пу́нта-Го́рда (англ. Punta Gorda) — город в южной части Белиза. Административный центр округа Толедо. Наиболее значительный город юга страны, расположен на берегу бухты Аматике Карибского моря. Рыболовецкий порт. Имеется маленький аэропорт, принимающий местные рейсы. Население по данным переписи 2010 года составляет 5 205 человек. С этнической точки зрения население представлено главным образом гарифуна, креолами и индийцами.

## Галерея

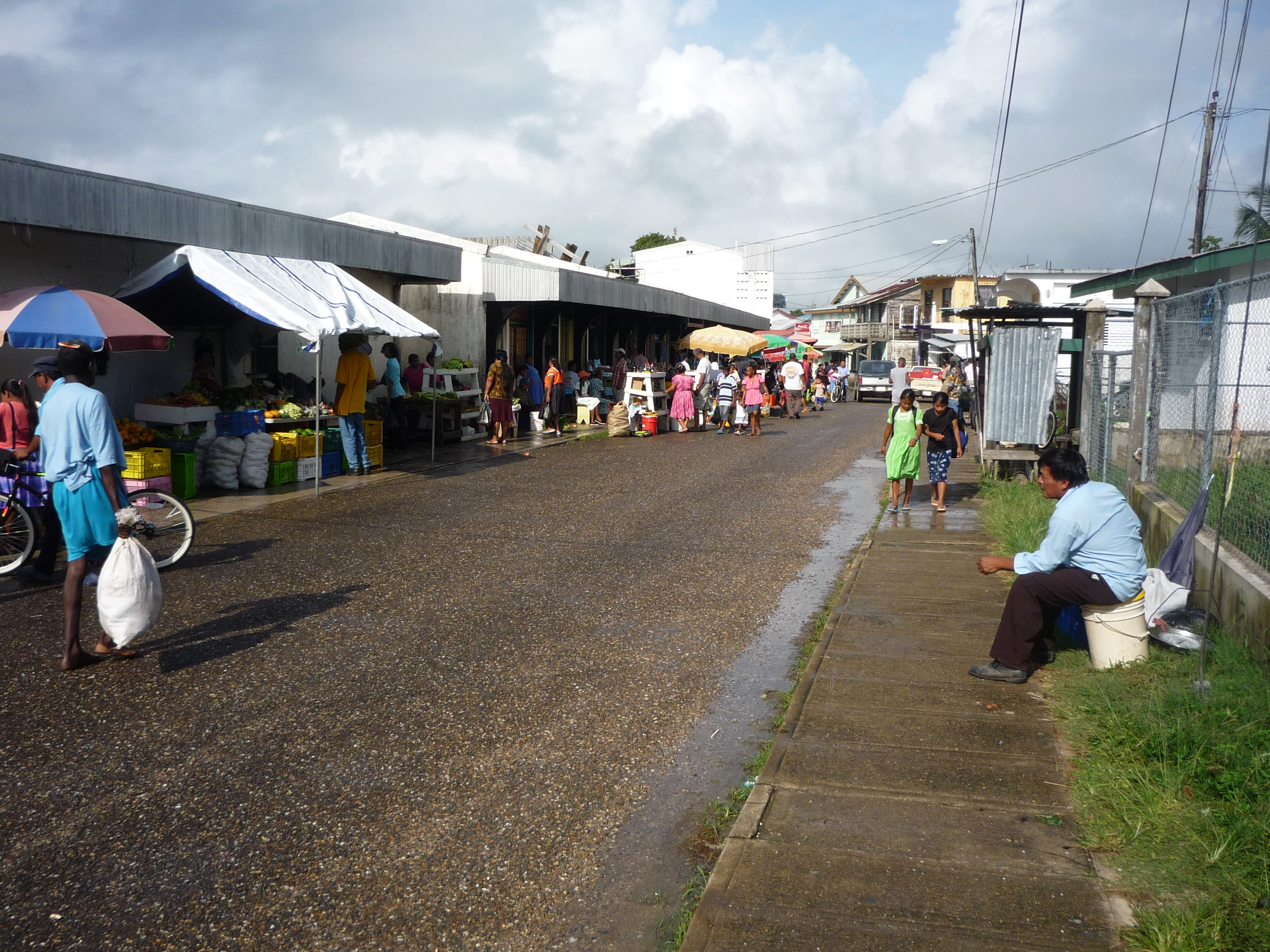
Городской рынок
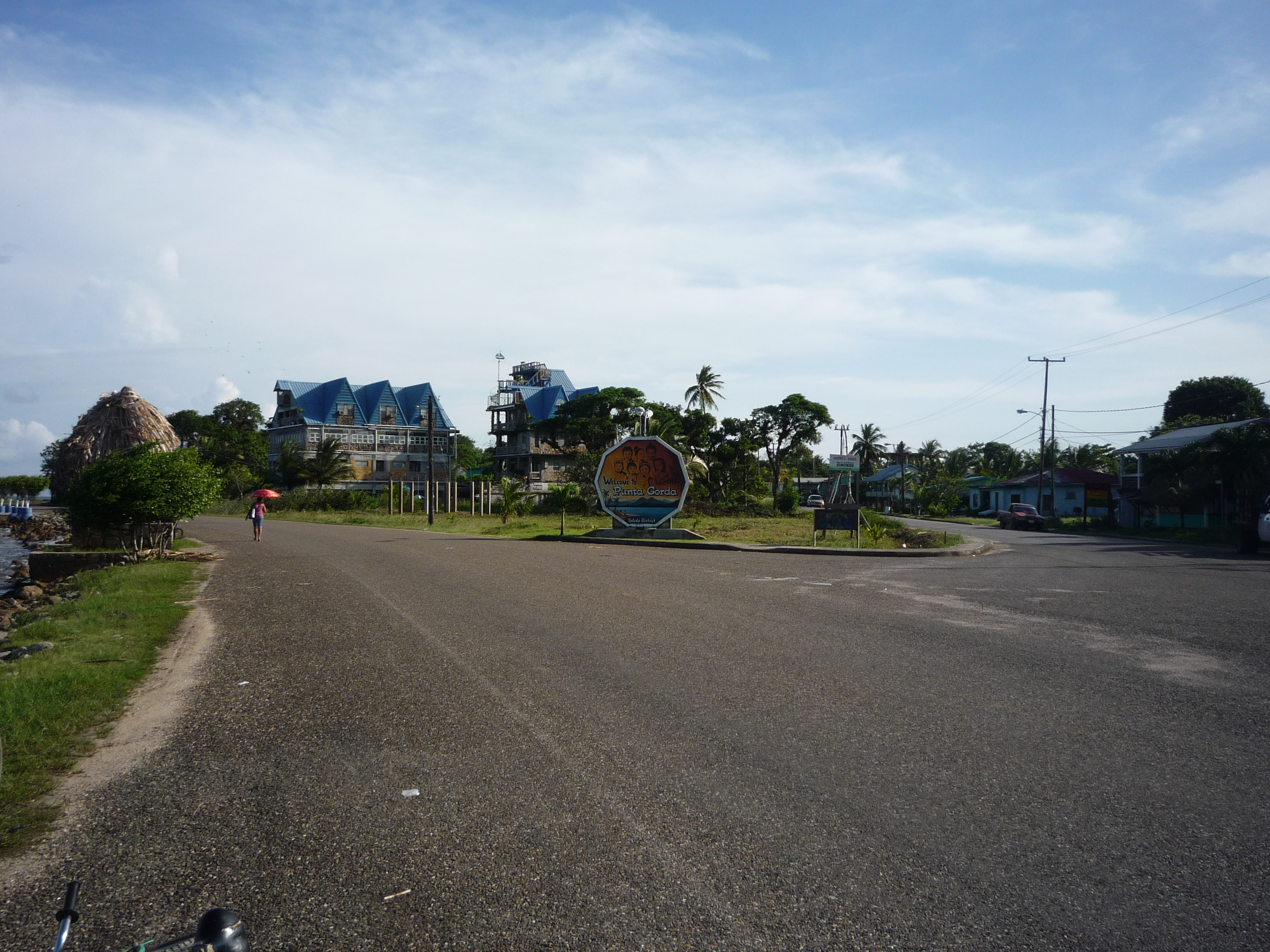
Въезд в город